# Guillermo Arduino
Guillermo Arduino (Buenos Aires, Argentina, 2 de diciembre de 1964) es un periodista. Trabajó en CNN en Español, como presentador titular del programa Clix desde 2008 y Encuentro, desde julio de 2016, en este último programa ha sido presentador sustituto, al igual que en el resto de los programas informativos, incluyendo Mirador Mundial, donde partió como sustituto y terminó como titular.

## Inicios
Nacido en Buenos Aires, Arduino estudió en el Instituto Superior de Enseñanza de Radiodifusión (ISER), en el Instituto Nacional Superior del Profesorado en Lenguas Vivas «Juan Ramón Fernández» (INSLV), y en Saint Joseph's University en Filadelfia y Chapman University en California.
Con más de veinte años de experiencia en televisión, tanto en inglés como en español, Arduino ha entrevistado a figuras latinoamericanas como el expresidente de Bolivia, Carlos Mesa, el expresidente Eduardo Frei de Chile, el expresidente argentino Carlos Menem, el expresidente Leonel Fernández de República Dominicana, entre otros. También, cubrió elecciones presidenciales en los Estados Unidos, el asesinato del primer ministro Yitzhak Rabin y la crisis de los rehenes de Perú en 1997.
También trabajó además como presentador de CVN y América TV de Argentina donde presentó cobertura de eventos significativos en Argentina, como el atentado a la AMIA en Buenos Aires en 1994.

## Carrera
Anteriormente, Arduino fue presentador de noticieros matinales para la cadena de noticias de español de NBC Internacional en la ciudad de Charlotte, Carolina del Norte. Antes de incorporarse a CNN en junio de 1999, Arduino se desempeñó como presentador del tiempo y de programas sobre fenómenos meteorológicos en The Weather Channel Latin America en Atlanta. Allí tuvo un intenso entrenamiento sobre huracanes y demás tormentas tropicales.
Arduino inició su carrera televisiva en CVN América Internacional y América TV de Buenos Aires, Argentina, en 1993. Allí fue conductor de breves informativos y conductor suplente de los noticieros. A la vez, Arduino se desempeñaba como locutor de radio en Radio Clásica, Radio América y Radio Argentina.

## CNN en Español
En 2008, conduce el programa Clix (anteriormente Adelantos), que presenta las grandes innovaciones tecnológicas de último tiempo, o versiones u objetos inventados fuera de serie, como así, la evolución de tecnologías actuales como Internet o televisión. En algunas ocasiones, ha realizado reemplazos a algunos periodistas, principalmente durante los noticieros de la estación, dicha experiencia, la transportó a Mirador Mundial, desde fines de diciembre de 2011. El 27 de junio de 2016 dejó Mirador Mundial y desde el 4 de julio conduce Encuentro, de lunes a viernes y en forma permanente. En este programa realizaba reemplazos a sus tres conductores históricos, Daniel Viotto, Patricia Janiot, Glenda Umaña, Claudia Palacios y Camilo Egaña. Arduino recibió el premio Emmy 2013-2014 como Conductor y Redactor del mejor programa de entretenimiento en idioma español premiado por la academia de televisión de Estados Unidos y también mereció la nominación para la misma categoría como Conductor, Presentador y Redactor del mismo programa para le edición, en 2015-2016. A la vez, fue condecorado con el título de Embajador de la Creatividad Argentina en el Mundo 2015 por la Universidad de Palermo de Buenos Aires.
Durante el comienzo del programa Encuentro del martes 16 de julio de 2019, transmitido por CNN en español, Arduino declaró:
"Hace dos días se cumplieron diecinueve años de la muerte de mi Madre, un cáncer fulminante que aguantó con inquebrantable estoicismo; ella decía que cuando muriera no sabría que sería de mi Padre... y el se fue, sólo meses después."
Luego de 22 años Guillermo Arduino dejó la cadena norteamericana CNN en 2021.